# Batalla de Besalú
La batalla de Besalú de setembre de 1285 fou una de les batalles de la Croada contra la Corona d'Aragó.

## Antecedents
El papa Martí IV, que havia succeït Climent IV, Carles I d'Anjou, va declarar al rei Pere el Gran privat dels seus regnes, i donà la investidura del Regne de Sicília a Carles I d'Anjou.
Els francesos ocuparen la Vall d'Aran, però no pogueren seguir avançant en territori català. L'any següent ho provaren amb les tropes que tenien al regne de Navarra, però també fracassaren, i en el contraatac catalano-aragonès de l'any 1284, assetjaren Tudela. El 1285 els francesos entraren pel territori rossellonés de Jaume II de Mallorca amb un exèrcit de 100.000 infants, 16.000 cavallers i 17.000 ballesters comandat pel mateix rei de França, Felip l'Ardit, i acamparen a Elna i Perpinyà, creuant pel Coll de la Maçana el juny. Els catalans, van aplicar la terra cremada, i els francesos entraren a Castelló d'Empúries, Girona, Figueres, Roses, Sant Feliu de Guíxols i Blanes, i Peralada fou destruïda sense aconseguir rendir-la.
L'estol català, provinent de Sicília comandat per Roger de Llúria havia derrotat la flota francesa a la batalla naval de les Formigues, recuperant el territori del nord. En aquell moment la disenteria s'estengué entre els francesos, que envoltats, sense proveïments i malalts, hagueren de retirar-se.

## Batalla
Veient-se forçat a retirar-se de l'Empordà, i desconfiant del Coll de Panissars, Felip III de França va intentar prendre la ruta de Besalú, enviant una avançada de 2.000 cavallers i 400 servents per prendre la ciutat on creien que es trobava Pere el Gran.
Després d'un primer assalt croat, Asbert de Mediona, el governador de la ciutat feu obrir la porta aquaria per fer entrar seixanta cavallers que foren capturats, per sortir immediatament al front de la guarnició que va derrotar els assetjants, forçant-los a la retirada.

## Conseqüències
Els francesos, veient que no podrien retirar-se per Besalú, van tornar a Castelló d'Empúries, on es trobava el seu rei. finalment es van retirar pel Coll de Panissars, on els esperaven els almogàvers, i foren massacrats, i els francesos rendien totes les viles que havien conquerit al sud dels Pirineus.